# Conjunto Arquitetônico da Soledade
O Conjunto Arquitetônico da Soledade está localizado no município brasileiro de Salvador, no estado da Bahia. Foi tombado em 1981 pelo Instituto do Patrimônio Artístico e Cultural da Bahia (IPAC). Abrange edificações dos séculos XVIII, XIX e XX.
Sua ocupação foi impulsionada pela proximidade da Fonte do Queimado, que era um abastecimento de água potável nas proximidades, pela implementação do Convento da Soledade em 1739 e por ser o acesso à área norte, integrando a zona dos Currais Velhos com à antiga Estrada das Boiadas (também referida como Estrada da Liberdade e rua Lima e Silva).

## Edificações
- Solar Bandeira — erguido no século XVIII, pertenceu a uma das famílias mais influentes de Salvador do século XVII ao XIX, a família Bandeira. Foi construído em tijolos maciços com uma planta retangular. Possui janelas no modelo de guilhotinas, janelas frontais com parapeito sacada, envolta em gradil de ferro. Seu jardim possui árvores de grande porte (mangueira, coqueiro e abacateiro) e remanescentes de conversadeiras (bancos) com pedaços de louças incrustados, lembrando um mosaico.[1][3]
- Igreja e Convento da Soledade — inaugurado em 1739 juntamente com a igreja, foi erguida ao lado da capela primitiva de Nossa Senhora da Soledade. Esta primeira capela não se tem a informação exata de sua construção, porém ela já existia em 1711. A Igreja é constituída de uma nave única com corredores laterais e sacristia. Sua torre também pertence ao século XVIII, mas sua fachada atual provavelmente é do século XIX com algumas alterações do século XX. Possui também um santuário externo. O conjunto arquitetônico da igreja e convento é similar ao que se nota nos conventos do Desterro, Lapa e antiga Mercês.[1][4]
- Sobrado Número 146 — era um dos poucos exemplares que possuía beiral com telhas de faiança e frontaria azulejada, porém, devido ao abandono, desabou em 2017.[5][6]